# Marko Nikezić

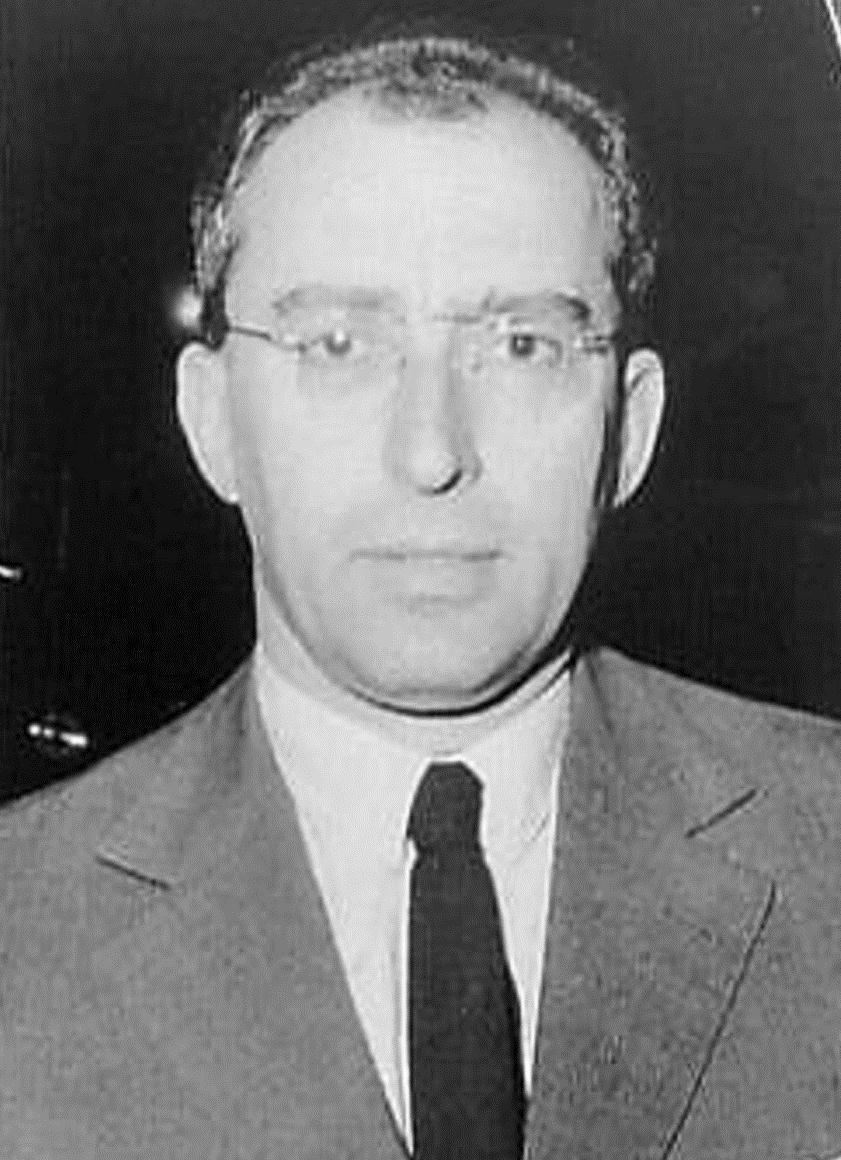
Marko Nikezić

Marko Nikezić (serbisch-kyrillisch Марко Никезић; * 13. Juni 1921 in Belgrad, Jugoslawien; † 6. Januar 1991 ebenda) war ein jugoslawischer Politiker des Bundes der Kommunisten Jugoslawiens (BdKJ).

## Leben
Nikezić trat 1939 der damaligen Kommunistischen Partei Jugoslawiens bei und begann 1941 ein Studium an der Universität Belgrad. Kurz darauf wurde er Mitglied der jugoslawischen Widerstandsbewegung.
Er übernahm nach der Gründung der Sozialistischen Föderativen Republik Jugoslawien 1945 zahlreiche Ämter innerhalb der Kommunistischen Partei sowie der Regierung Jugoslawiens. Zuerst wurde er 1945 Organisationssekretär der Kommunistischen Partei in Belgrad sowie anschließend 1950 Vizepräsident des Exekutivkomitees der Stadt Belgrad, ehe er 1951 Sekretär des BdKJ von Belgrad wurde.
1952 trat er in den Diplomatischen Dienst und war zunächst von 1953 bis 1956 Botschafter in Ägypten, Äthiopien und Libyen sowie anschließend in der Tschechoslowakei, ehe er zwischen Oktober 1958 und November 1962 Botschafter in den Vereinigten Staaten war. Zugleich wurde er auf dem 7. Parteitag 1958 des BdKJ zum Mitglied des Zentralkomitees (ZK) gewählt worden.
1962 wurde er zunächst Unterstaatssekretär für Auswärtige Angelegenheiten, ehe er am 23. April 1965 als Nachfolger von Koča Popović Außenminister Jugoslawiens wurde und dieses Amt bis zu seiner Ablösung durch Mišo Pavićević am 25. Dezember 1968 bekleidete. Kurz nach Beginn des Prager Frühlings stattete er im Mai 1968 der Tschechoslowakei einen Besuch statt und kritisierte kurz darauf Ende Juli 1968 den Druck der anderen Mächte des Warschauer Paktes auf die ČSSR und verglich diesen mit dem Druck auf Jugoslawien 1948.
Kurz zuvor wurde er im November 1968 Nachfolger von Petar Stambolić als Vorsitzender des Zentralkomitees des Bundes der Kommunisten in der Sozialistischen Republik Serbien. Das Amt des Parteichefs in Serbien bekleidete er bis zu seiner Ablösung durch Tihomir Vlaškalić am 26. Oktober 1972.
1972 verlor er auf Druck von Josip Broz Tito wegen seines liberalen Kurses wie auch Ilija Rajačić und Latinka Perović seine Staats- und Parteiämter.